# Fehértorkú tukán

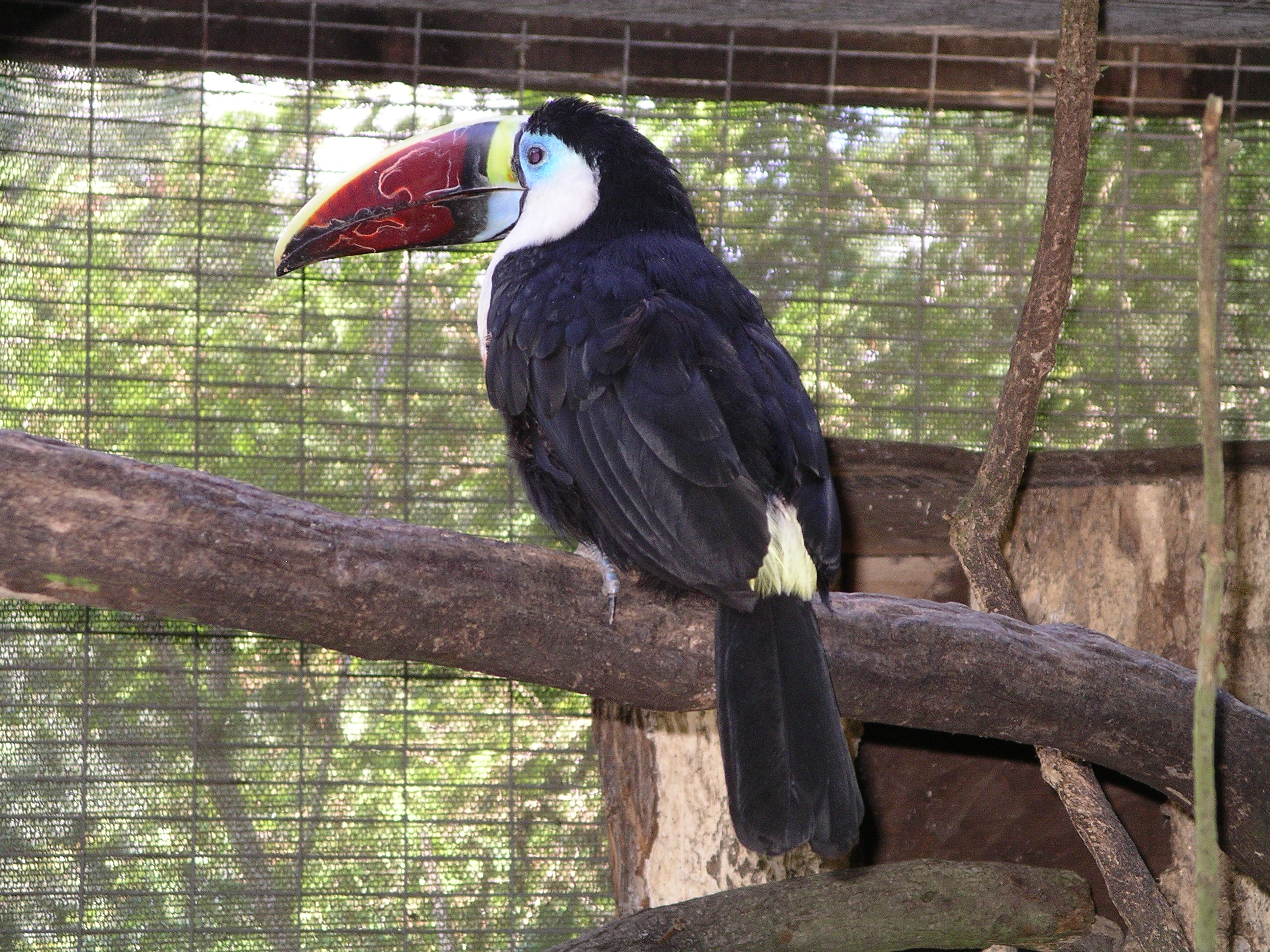
Ramphastos tucanus cuvieri

Az fehértorkú tukán vagy barnacsőrű tukán (Ramphastos tucanus) a madarak (Aves) osztályának harkályalakúak (Piciformes) rendjébe, ezen belül a tukánfélék (Ramphastidae) családjába tartozó faj.
A Ramphastos nevű madárnem típusfaja.

## Előfordulása
Dél-Amerikában, az Amazonas északi részén, Kolumbiában, Venezuela keleti részén, Guyanától Brazília északi részéig honos. Esőerdők és erdőszélek lakója.

## Alfajai
- Cuvier-tukán (Ramphastos tucanus cuvieri) Wagler, 1827 - korábban önálló fajnak vélték
- Ramphastos tucanus inca Gould, 1846
- Ramphastos tucanus tucanus Linnaeus, 1758

## Megjelenése
Testmagassága 53 centiméter. Csőre barna, csupasz kék szemgyűrűje és fehér torka van. Háta fekete, rövid szárnyai, piros farkfedői, sárga farkcsíkja és szögletes farka van.

## Életmódja
Elsősorban gyümölcsökkel, rovarokkal és kisebb állatokkal táplálkozik.

## Szaporodása
Természetes faodúban fészkel.

## Természetvédelmi helyzete
Bár jelenleg nem fenyegeti a kipusztulás veszélye, egyes területeken állománya – főként a madárkereskedelem céljából történő befogások miatt - jelentősen megcsappant. Európai állatkertben ezért is vezetik a törzskönyvét.